# Дубровницька Республіка (1991)
Дубровницька Республіка (серб. Dubrovačka Republika, серб. кир.: Дубровачка република) — сербська квазідержава, що існувала протягом облоги Дубровника під час війни Хорватії за незалежність. Самопроголошена Югославською Народною Армією (ЮНА) 15 жовтня 1991 року в окупованих районах Хорватії, після того, як їх захопили бійці 2-го корпусу ЮНА. Її тимчасовим президентом був Александар Ацо Аполоніо.
Проголошена територія не відповідала кордонам Рагузької республіки з-перед 1808 року, що простягалася від Неума (єдиного приморського міста Боснії та Герцеговини) до Превлаки (на морському кордоні Хорватії з Чорногорією), а існувала тільки в окупованих селах Цавтат і Конавле. Міжнародний трибунал щодо колишньої Югославії (МТКЮ) під час судового процесу над президентом Сербії Слободаном Мілошевичем визначив Дубровницьку Республіку як частину декількох областей у Хорватії, які Мілошевич прагнув включити до «держави з сербською панівною більшістю». Трибунал заявив, що дії ЮНА в Дубровницькій області спрямовувалися на закріплення території за цим політичним утворенням.

## Історія
У січні 1992 року сербський націоналістичний ватажок Воїслав Шешель оголосив про своє схвалення держави, яка включала б у свої межі Сербію, Чорногорію, Македонію, Боснію і Герцеговину, Республіку Сербська Країна та Дубровницьку Республіку. Таким чином Шешель та його Сербська радикальна партія схвалили створення Дубровницької республіки.

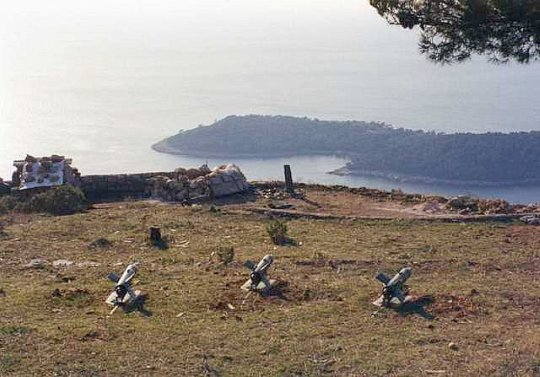
Ракети ЮНА на позиції прямо навпроти Дубровника в грудні 1991 року.

Незважаючи на те, що республіку було створено за допомогою ЮНА, сербська влада не виступала з заявами про підтримку цього утворення та не включала республіку в дискусії щодо своєї політики. Однак сербське керівництво насправді бажало приєднати Дубровник, як це показує щоденник голови Президії СФРЮ Борисава Йовича та перехоплене спілкування з найближчим оточенням президента Сербії Слободана Мілошевича, до пансербської держави з виходом її кордону до Адріатики в районі хорватського порту Плоче.
Сербсько-чорногорське керівництво упродовж облоги Дубровника планувало включити Дубровник вкупі з «прибережними землями Хорватії між містом Неум (Боснія і Герцеговина) на північному заході та чорногорським кордоном на південному сході» до складу Чорногорії. Що стосувалося Плоче, то в листопаді 1991 року було вирішено, що місто стане територією контрольованих сербами районів Боснії та Герцеговини (до утворення в 1992 році Республіки Сербської). У зв'язку з необхідністю використання території Боснії і Герцеговини для розгортання вторгнення в Дубровник до планів взяття цього міста було долучено ватажка боснійських сербів Радована Караджича. За кілька днів до утворення Дубровницької Республіки, 7 жовтня 1991 року, Караджич у телефонній розмові сказав: «Дубровник потрібно зберегти для Югославії. Нехай це буде республіка... Щоб вирішити це, слід знайти там громадян, коли вони будуть звільнені». Пізніше того тижня в телефонній розмові з сербським поетом Гойком Джого Караджич сказав, що Дубровник «має перейти під військове командування, і все... Дубровник ніколи не був хорватським!» У відповідь Джого заявив, що територію навколо Дубровника потрібно етнічно очистити, при цьому він сказав: «Спалюйте все і до побачення!... На північ від річки Дубровник вбивайте всіх!».
Протягом облоги Дубровника нерегулярні сербсько-чорногорські війська та резервісти ЮНА продовжували безчинствувати в окрузі: від насильства не вберігся майже ніхто, невеличкі села та ферми були розграбовані, будинки та ферми спалені, поля та сади підпалені, а худоба вбита. На тлі насильства переважно хорватське населення Дубровника повністю втекло з міста.
Попри те, що в січні 1992 року ЮНА погодилася на припинення вогню, південна Далмація на південь від Стона все ще залишалася під окупацією групи «Требинє-Білеча» 2-ї армії ЮНА, яка обстрілювала Дубровник. Залученість ЮНА офіційно припинилася в травні 1992 року, що ознаменувало офіційний розпуск республіки, а 4 травня 1992 року згадану групу перейменували на Герцеговинський корпус боснійських сербів. Незважаючи на відхід ЮНА, бої між підрозділом боснійських сербів і силами хорватської армії тривали до 23 жовтня 1992 року.